# Залесье (Хомутовский район)
Залесье — посёлок в Хомутовском районе Курской области. Входит в состав Сковородневского сельсовета.

## География
Посёлок находится в бассейне Свапы (правый приток Сейма), в 34,5 км от российско-украинской границы, в 88 км к западу от Курска, в 28 км к юго-востоку от районного центра — посёлка городского типа Хомутовка, в 6 км от центра сельсовета — села Сковороднево.
Климат
Залесье, как и весь район, расположено в поясе умеренно континентального климата с тёплым летом и относительно тёплой зимой (Dfb в классификации Кёппена).
Часовой пояс
Посёлок Залесье, как и вся Курская область, находится в часовой зоне МСК (московское время). Смещение применяемого времени относительно UTC составляет +3:00.

## Население
| 2002 | 2010 | 2015 |
| ---- | ---- | ---- |
| 9    | ↘6   | →6   |

## Инфраструктура
Личное подсобное хозяйство. В посёлке 5 домов.

## Транспорт
Залесье находится в 27 км от автодороги федерального значения А142 (Тросна — Калиновка), в 20,5 км от автодороги регионального значения 38К-040 (Хомутовка — Рыльск — Глушково — Тёткино — граница с Украиной), в 9 км от автодороги 38К-003 (Дмитриев — Берёза — Меньшиково — Хомутовка), в 4,5 км от автодороги межмуниципального значения 38Н-024 (Богомолов — Капыстичи — граница Рыльского района), в 6 км от автодороги 38Н-023 (38Н-024 — Сковороднево), в 4,5 км от автодороги 38Н-708 (38К-40 — Поды — Петровское), в 23 км от ближайшего ж/д остановочного пункта Марица (линия Навля — Льгов I).
В 175 км от аэропорта имени В. Г. Шухова (недалеко от Белгорода).